# Вест-Амана (Айова)
Вест-Амана (англ. West Amana) — переписна місцевість (CDP) в США, в окрузі Айова штату Айова. Населення — 140 осіб (2020).

## Географія
Вест-Амана розташований за координатами 41°48′30″ пн. ш. 91°57′56″ зх. д. / 41.80833° пн. ш. 91.96556° зх. д. (41.808457, -91.965539).  За даними Бюро перепису населення США в 2010 році переписна місцевість мала площу 0,71 км², уся площа — суходіл.

## Демографія
Згідно з переписом 2010 року, у переписній місцевості мешкало 135 осіб у 58 домогосподарствах у складі 34 родин. Густота населення становила 191 особа/км².  Було 66 помешкань (94/км²).
Расовий склад населення:
| - 89,6 % — білих - 0,7 % — чорних або афроамериканців - 3,7 % — осіб інших рас |

До двох чи більше рас належало 5,9 %. Частка іспаномовних становила 5,9 % від усіх жителів.
За віковим діапазоном населення розподілялося таким чином: 21,5 % — особи молодші 18 років, 60,0 % — особи у віці 18—64 років, 18,5 % — особи у віці 65 років та старші. Медіана віку мешканця становила 43,4 року. На 100 осіб жіночої статі у переписній місцевості припадало 128,8 чоловіків;  на 100 жінок у віці від 18 років та старших — 120,8 чоловіків також старших 18 років.
Цивільне працевлаштоване населення становило 205 осіб. Основні галузі зайнятості: виробництво — 62,0 %, мистецтво, розваги та відпочинок — 23,4 %, роздрібна торгівля — 7,8 %, будівництво — 4,9 %.